# Stadium of Light
Stadium of Light er et fodboldstadion og hjemmebane til fodboldholdet Sunderland A.F.C., som ligger i det nordøstlige England. Stadium of Light erstattede den tidligere hjemmebane Roker Park i 1997. Det er med sine 49.000 sidepladser det niendestørste klubstadion i England og har lagt græs til to engelske landskampe. Det er bygget således, at kapaciteten kan udvides til 60.000 pladser.
Stadionets tribuner hedder West-, North-, East- og South Stand. 
Stadionet ligger på Sheepfolds på nordsiden af Wear oven på en gammel kulmine, hvor mange af klubbens fans gennem tiden har arbejdet. På stadionporten ved West Stand står der "INTO THE LIGHT" (ind i lyset), ved at andet står der "FOR US ALL" (for os alle). Stadionets navn, der er stærkt inspireret af Benfica's Estádio da Luz i Lissabon, blev valgt gennem en konkurrence. 
Banen ligger mange meter lavere end omgivelserne, hvilket bevirker, at stadionet ser mindre ud udefra, end det i virkeligheden er.
54°54′52″N 1°23′17″V / 54.91442907°N 1.38817297°V